# Arrondissement Mirecourt
Mirecourt is een voormalig arrondissement in het departement Vosges, nu in de Franse regio Grand Est. Het arrondissement werd op 17 februari 1800 gevormd en op 10 september 1926 opgeheven. De zeven kantons werden bij de opheffing verdeeld over de arrondissementen Neufchâteau en Épinal.

## Kantons
Het arrondissement was samengesteld uit de volgende kantons:
- kanton Bains-les-Bains - toegevoegd aan het arrondissement Épinal
- kanton Charmes - toegevoegd aan het arrondissement Épinal
- kanton Darney - toegevoegd aan het arrondissement Épinal
- kanton Dompaire - toegevoegd aan het arrondissement Épinal
- kanton Mirecourt - toegevoegd aan het arrondissement Neufchâteau
- kanton Monthureux-sur-Saône - toegevoegd aan het arrondissement Épinal
- kanton Vittel - toegevoegd aan het arrondissement Neufchâteau